# Lemalle
Lemalle  est un village du district de Palnadu dans l'État d'Andhra Pradesh en Inde.